# Földimalac

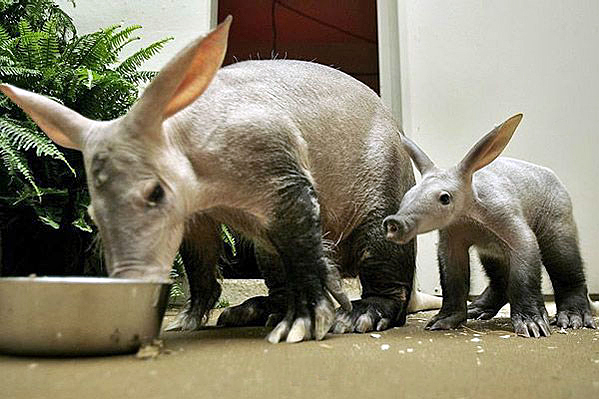
Földimalac nőstény és kölyke

A földimalac (Orycteropus afer) az emlősök (Mammalia) osztályába a csövesfogúak (Tubulidentata) rendjébe és a földimalacfélék (Orycteropodidae) családjába tartozó Orycteropus nem egyetlen faja.
A hosszú pofája végén levő túróorr hasonlít a disznóéra. Fülei azonban a szamáréhoz hasonlítanak, a farka meg olyan, mint a kengurué. Majdnem kizárólag hangyát és termeszeket eszik. Afrika egyik legfontosabb állata. Olyan mennyiségű termeszt fal fel, hogy sakkban tartja a mérhetetlen károkat okozó termeszeket.

## Elterjedése
Afrika nagy részén honos.

## Alfajai
- Orycteropus afer afer
- Orycteropus afer adametzi
- Orycteropus afer aethiopicus
- Orycteropus afer angolensis
- Orycteropus afer erikssoni
- Orycteropus afer faradjius
- Orycteropus afer haussanus
- Orycteropus afer kordofanicus
- Orycteropus afer lademanni
- Orycteropus afer leptodon
- Orycteropus afer matschiei
- Orycteropus afer observandus
- Orycteropus afer ruvanensis
- Orycteropus afer senegalensis
- Orycteropus afer somalicus
- Orycteropus afer wardi
- Orycteropus afer wertheri

## Megjelenése
Ásókarmai vannak, melyekkel termeszvárakat tudja szétbontani, de arra is használja, hogy veszély esetén beássa magát. Mellső lábain csak négy ujj van, a hátsókon azonban öt. Nyelve hosszú, keskeny és lapos, mint a szíj és szemölcsökben bővelkedik. A nyelvet az erős nyálmirigyek bőven ellátják nedvességgel, úgyhogy a hangyák rátapadnak.

## Életmódja
Éjszaka keresi termeszekből álló táplálékát. Erős karmaival lyukat kapar a termeszvár cementkeménységű falába. Hosszú, lapos nyelvét bedugja a járatokba. A termeszek ráragadnak, és ő a szájába szívja őket. Megtörténik, hogy a földimalac, ha betört egy termeszbolyba és ott jóllakott, a helyszínen le is fekszik aludni. Bőre olyan vastag, hogy meg sem érzi a termeszkatonák harapását. Megvizsgálták egy közvetlenül az evés után elpusztított földimalac gyomortartalmát: 125000 hangyát és 7000 termeszt találtak benne. A földimalac üreget ás magának a földben. Mellső és hátsó lábainak patákhoz hasonló karmaival kiválóan tud ásni. Úgy működik, mint az ásógép. A mellső lábak ásnak, a hátsó lábak pedig hihetetlen sebességgel dobálják ki a földet. Kemény és hegyes karmaival védekezni is jól tud. Ha ragadozó támadja meg, a földimalac a hátsó lábára ül, farkára támaszkodik és a mellső lábaival hadonászik. Az is előfordul, hogy a hátára fekszik, és mind a négy lábával védekezik. Fogságban akár 23 évig is élhet.

## Szaporodása

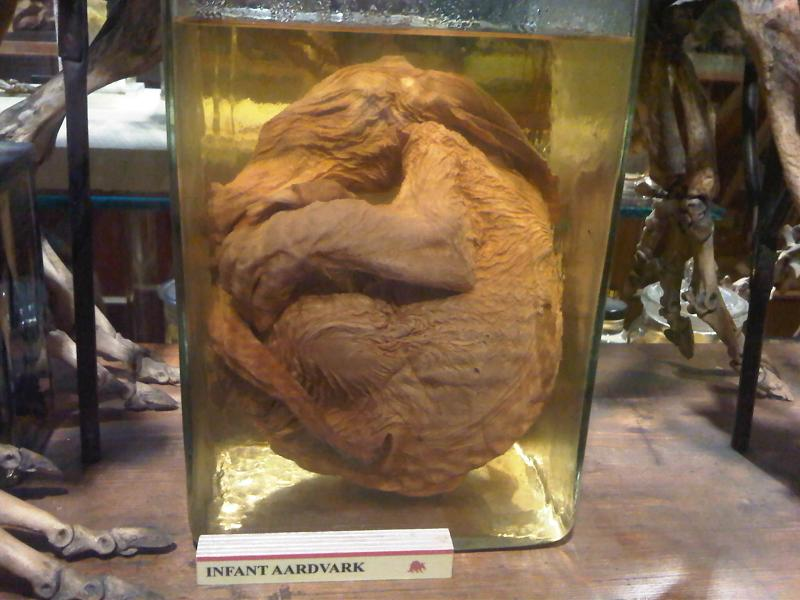
Fiatal földimalac a londoni Grant Museum of Zoology-ban

Az ivarérettséget 2 éves korban éri el. A párzási időszak késő ősszel és télen van. A vemhesség 7 hónapig tart, ennek végén egy utódot hoz a világra.